# مازج الترددات
في الإلكترونيات مازج الترددات ويُعرف أيضًا في بعض المصادر  خالط الترددات هو عبارة عن دائرة كهربائية غير خطية تخلق ترددات جديدة من إشارتين مطبقتين. في التطبيق الأكثر شيوعًا، يتم تطبيق إشارتين على جهاز مزج، وينتج إشارات جديدة بمجموع وفرق الترددات الأصلية. يمكن أيضًا إنتاج مكونات تردد أخرى في جهاز خلط تردد عملي.
تستخدم مازجات الترددات على نطاق واسع لتحويل الإشارات من نطاق تردد إلى آخر، وهي عملية تُعرف باسم التغاير غير المتجانس، من أجل الراحة في الإرسال أو معالجة الإشارات الإضافية. على سبيل المثال، أحد المكونات الرئيسية لمستقبل التغاير الفائق هو مازج الترددات المستخدم لنقل الإشارات المستقبلة إلى تردد وسيط شائع. تستخدم خلاطات التردد أيضًا لتعديل إشارة الموجة الحاملة في أجهزة الإرسال الراديوية.

## الأنواع
السمة الأساسية للخلاط هي أنه ينتج مكونًا في خرجه وهو نتاج إشاري الدخل. يمكن للجهاز الذي له خاصية غير خطية (مثل الأسية ) أن يعمل كخلاط. تستخدم مازجات الترددات السلبية واحدًا أو أكثر من الثنائيات وتعتمد على علاقتها غير الخطية بين الجهد والتيار لتوفير عنصر المضاعفة. في مازج الترددات السلبي، تكون إشارة الخرج المرغوبة دائمًا ذات طاقة أقل من إشارات الإدخال.
تستخدم مازجات الترددات النشطة جهاز تضخيم (مثل الترانزستور أو الأنبوب المفرغ ) لزيادة قوة إشارة المنتج. تعمل مازجات الترددات النشطة على تحسين العزل بين المنافذ، ولكن قد يكون لها ضوضاء أعلى واستهلاك أكبر للطاقة. يمكن أن يكون مازج الترددات النشط أقل تحملاً للحمل الزائد.
يمكن تصنيع مازجات الترددات من مكونات منفصلة، وقد تكون جزءًا من دوائر متكاملة، أو يمكن تسليمها كوحدات هجينة.

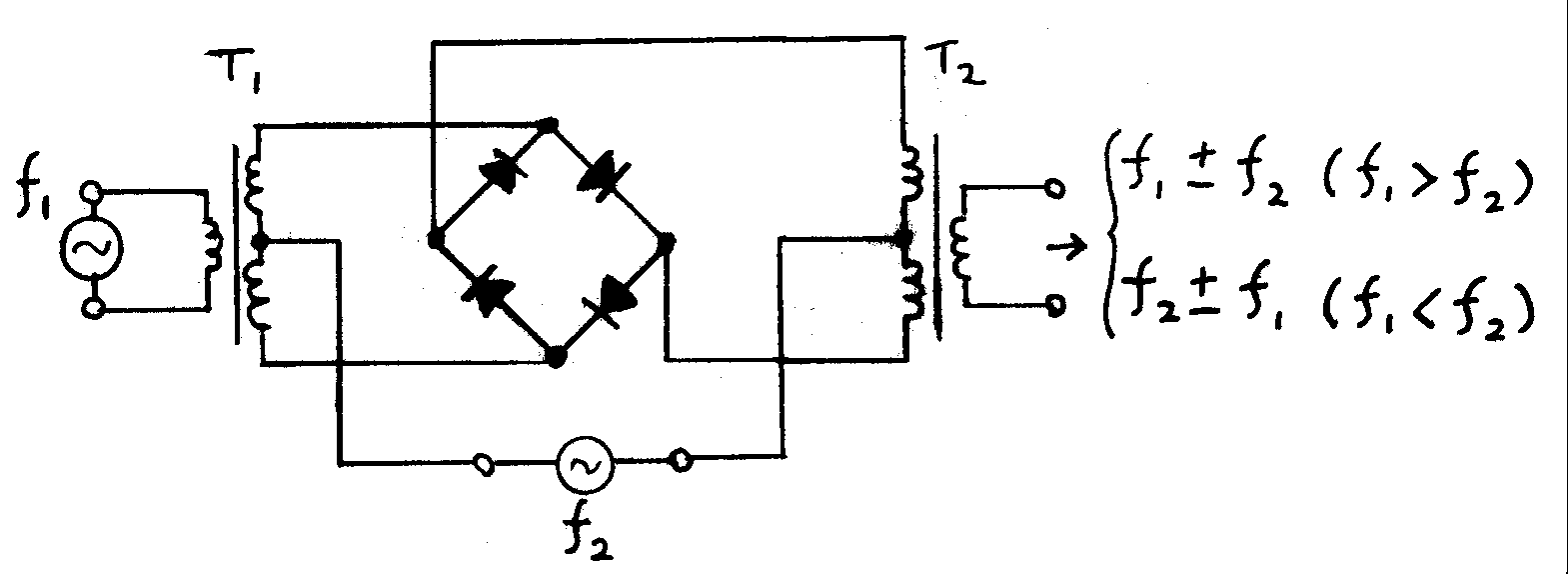
رسم تخطيطي لمازج الصمام الثنائي المنفعل مزدوج التوازن (المعروف أيضًا باسم المغير الدائري). لا يوجد إخراج ما لم يكن كل من المدخلات f1 و f2 موجودين، على الرغم من أن f2 (وليس f1) يمكن أن يكون دي سي.

يمكن أيضًا تصنيف مازجات الترددات حسب طوبولوجيتها:
- يسمح مازج الترددات غير المتوازن، بالإضافة إلى إنتاج إشارة المنتج، بالمرور عبر إشارات الإدخال والظهور كمكونات في الخرج.
- يتم ترتيب مازج الترددات المتوازن الفردي مع تطبيق أحد مدخلاته على دائرة متوازنة ( تفاضلية ) بحيث يتم منع المذبذب المحلي (LO) أو إدخال الإشارة (RF) عند الخرج، ولكن ليس كلاهما.
- يحتوي مازج الترددات المزدوج المتوازن على كل من مدخلاته المطبقة على الدوائر التفاضلية، بحيث لا تظهر أي من إشارات الإدخال وإشارة المنتج فقط عند الإخراج.[1] تعتبر مازجات الترددات المزدوجة المتوازنة أكثر تعقيدًا وتتطلب مستويات قيادة أعلى من التصميمات غير المتوازنة والمتوازنة.

اختيار نوع مازج الترددات هو مقايضة لتطبيق معين.
تتميز دوائر مازج الترددات بخصائصها مثل كسب التحويل (أو الخسارة) وشكل الضوضاء.
تشتمل المكونات الإلكترونية غير الخطية المستخدمة كخلاطات على الثنائيات، والترانزستورات المنحازة بالقرب من القطع، وفي الترددات المنخفضة، المضاعفات التناظرية. كما تم استخدام المحاثات ذات النواة المغناطيسية الحديدية التي يتم دفعها إلى التشبع. في البصريات غير الخطية، تُستخدم البلورات ذات الخصائص غير الخطية لخلط ترددين من ضوء الليزر لإنشاء تغاير بصري.

### الصمام الثنائي
يمكن استخدام الصمام الثنائي لإنشاء خلاط بسيط غير متوازن. ينتج هذا النوع من مازجات الترددات الترددات الأصلية بالإضافة إلى مجموعها وفرقها. الخاصية المهمة للديود هنا هي عدم الخطية (أو السلوك غير الأومي)، مما يعني أن استجابته (التيار) لا تتناسب مع مدخلاته (الجهد). لا يعيد الصمام الثنائي إنتاج ترددات جهده الدافع في التيار من خلاله، مما يسمح بمعالجة التردد المطلوب. يتم إعطاء التيار I عبر الصمام الثنائي المثالي كدالة للجهد V عبره:
{\displaystyle I=I_{\mathrm {S} }\left(e^{qV_{\mathrm {D} } \over nkT}-1\right)}
حيث المهم أن V يظهر في الأس e. يمكن توسيع الأسي كـ
{\displaystyle e^{x}=\sum _{n=0}^{\infty }{\frac {x^{n}}{n!}}}
ويمكن تقريبه من أجل x الصغيرة (أي الفولتية الصغيرة) من خلال الشروط القليلة الأولى من تلك السلسلة:
{\displaystyle e^{x}-1\approx x+{\frac {x^{2}}{2}}}
افترض أن مجموع إشاري الدخل {\displaystyle v_{1}+v_{2}} يتم تطبيقه على الصمام الثنائي، ويتم إنشاء جهد خرج يتناسب مع التيار عبر الصمام الثنائي (ربما عن طريق توفير الجهد الموجود عبر المقاوم المتسلسل مع الصمام الثنائي). بعد ذلك، بغض النظر عن الثوابت في معادلة الصمام الثنائي، سيكون لجهد الخرج الشكل:
{\displaystyle v_{\mathrm {o} }=(v_{1}+v_{2})+{\frac {1}{2}}(v_{1}+v_{2})^{2}+\dots }
المصطلح الأول على اليمين هو الإشارتان الأصليتان، كما هو متوقع، متبوعًا بمربع المجموع، والذي يمكن إعادة كتابته على النحو التالي {\displaystyle (v_{1}+v_{2})^{2}=v_{1}^{2}+2v_{1}v_{2}+v_{2}^{2}}، حيث تكون الإشارة المضاعفة واضحة. تمثل علامة القطع جميع القوى الأعلى للمجموع والتي نفترض أنها لا تذكر للإشارات الصغيرة.
افترض أن اثنين من الجيوب الأنفية المدخلة بترددات مختلفة يتم إدخالها في الصمام الثنائي، على هذا النحو {\displaystyle v_{1}=\sin at} و {\displaystyle v_{2}=\sin bt}. الإشارة {\displaystyle V_{0}} يصبح:
{\displaystyle v_{\mathrm {o} }=(\sin at+\sin bt)+{\frac {1}{2}}(\sin at+\sin bt)^{2}+\dots }
توسيع عوائد المدى التربيعي:
{\displaystyle v_{\mathrm {o} }=(\sin at+\sin bt)+{\frac {1}{2}}(\sin ^{2}at+2\sin at\cdot \sin bt+\sin ^{2}bt)+\dots }
تجاهل كل المصطلحات باستثناء {\displaystyle \sin at\sin bt} المصطلح والاستفادة من هوية التهيئة البديلة (المنتج إلى الخلاصة)،
{\displaystyle \sin a\sin b={\frac {\cos(a-b)-\cos(a+b)}{2}}}
عائدات،
{\displaystyle v_{\mathrm {o} }=\cos((a-b)t)-\cos((a+b)t)+\dots }
يوضح كيفية إنشاء ترددات جديدة من مازج الترددات.

### التبديل
يعمل شكل آخر من مازجات الترددات عن طريق التبديل، حيث يتم تمرير إشارة الدخل الأصغر معكوسة أو غير مقلوبة وفقًا لمرحلة المذبذب المحلي (LO). سيكون هذا نموذجيًا لأسلوب التشغيل العادي لخلاط مزدوج متوازن معبأ، مع محرك مذبذب محلي أعلى بكثير من سعة الإشارة.
الهدف من خلاط التبديل هو تحقيق عملية خطية فوق مستوى الإشارة عن طريق التبديل الثابت، مدفوعًا بالمذبذب المحلي. رياضيا، خلاط التبديل لا يختلف كثيرا عن خلاط الضرب. بدلاً من مصطلح الموجة الجيبية LO، سنستخدم دالة الإشارة. في مجال التردد، تؤدي عملية خلاط التبديل إلى ترددات المجموع والفرق المعتادة، ولكن أيضًا إلى مصطلحات أخرى مثل ± 3 f LO، ± 5 f LO، إلخ. تتمثل ميزة خلاط التبديل في أنه يمكن أن يحقق (بنفس الجهد) عامل ضوضاء أقل (NF) وكسب تحويل أكبر. وذلك لأن ثنائيات التبديل أو الترانزستورات تعمل إما كمقاوم صغير (مفتاح مغلق) أو مقاوم كبير (مفتاح مفتوح)، وفي كلتا الحالتين يتم إضافة حد أدنى من الضوضاء. من منظور الدائرة، يمكن استخدام العديد من خلاطات المضاعفة كخلاطات تبديل، فقط عن طريق زيادة سعة LO. لذلك يتحدث مهندسو RF ببساطة عن مازجات الترددات، بينما يقصدون تبديل مازجات الترددات.
الدائرة خلاط يمكن استخدامها ليس فقط لتغيير تردد إشارة المدخلات كما هو الحال في المتلقي، ولكن أيضا باعتباره كشف المنتج، المغير، المرحلة كاشف أو مضاعف التردد. على سبيل المثال، قد يحتوي مستقبل الاتصالات على مرحلتين من جهاز الخلط لتحويل إشارة الدخل إلى تردد وسيط وخلاط آخر يستخدم ككاشف لإزالة تشكيل الإشارة.